# Bulgarische Fußballnationalmannschaft/Europameisterschaften
Der Artikel beinhaltet eine ausführliche Darstellung der bulgarischen Fußballnationalmannschaft bei Europameisterschaften. Bulgarien konnte sich nur zweimal qualifizieren und scheiterte dann in der Gruppenphase.

## Die Nationalmannschaft bei Europameisterschaften

### Übersicht
Bulgarien nahm zweimal an der Endrunde zur Europameisterschaft teil, jeweils an einer Endrunde mit 16 Teilnehmern.
| Jahr | Gastgeberland           | Teilnahme bis …    | Letzte(r) Gegner              | Ergebnis | Trainer       | Bemerkungen und Besonderheiten |
| ---- | ----------------------- | ------------------ | ----------------------------- | -------- | ------------- | --- |
| 1960 | Frankreich              | nicht qualifiziert |                               |          |               | Im Achtelfinale am späteren Vizemeister Jugoslawien gescheitert. |
| 1964 | Spanien                 | nicht qualifiziert |                               |          |               | Im Achtelfinale an Frankreich gescheitert. |
| 1968 | Italien                 | nicht qualifiziert |                               |          |               | Im Viertelfinale am späteren Gastgeber und Europameister Italien gescheitert. |
| 1972 | Belgien                 | nicht qualifiziert |                               |          |               | In der Qualifikation am späteren Vierten Ungarn gescheitert. |
| 1976 | Jugoslawien             | nicht qualifiziert |                               |          |               | In der Qualifikation am Titelverteidiger und späteren Vizemeister Deutschland gescheitert. |
| 1980 | Italien                 | nicht qualifiziert |                               |          |               | In der Qualifikation an England gescheitert. |
| 1984 | Frankreich              | nicht qualifiziert |                               |          |               | In der Qualifikation an Jugoslawien gescheitert. |
| 1988 | BR Deutschland          | nicht qualifiziert |                               |          |               | In der Qualifikation an Irland gescheitert. |
| 1992 | Schweden                | nicht qualifiziert |                               |          |               | In der Qualifikation an Schottland gescheitert. |
| 1996 | England                 | Vorrunde           | Frankreich, Spanien, Rumänien | –        | Dimitar Penew | Nach einem Sieg gegen Rumänien, einem Remis gegen Spanien und einer Niederlage gegen Frankreich als Gruppendritter ausgeschieden. |
| 2000 | Niederlande und Belgien | nicht qualifiziert |                               |          |               | In der Qualifikation an England und Schweden gescheitert. |
| 2004 | Portugal                | Vorrunde           | Dänemark, Italien, Schweden   | –        | Plamen Markow | Nach drei Niederlagen als Gruppenletzter ausgeschieden. |
| 2008 | Österreich und Schweiz  | nicht qualifiziert |                               |          |               | In der Qualifikation an Rumänien und der Niederlande gescheitert. |
| 2012 | Polen und Ukraine       | nicht qualifiziert |                               |          |               | In der Qualifikation an England und Montenegro gescheitert. |
| 2016 | Frankreich              | nicht qualifiziert |                               |          |               | In der Qualifikation trifft Bulgarien auf Italien, Kroatien, Norwegen, Aserbaidschan und Malta. Bereits nach 8 Spielen konnte sich Bulgarien nicht mehr qualifizieren. |
| 2021 | Europa                  | nicht qualifiziert |                               |          |               | Bulgarien hatte sich mit dem Wassil-Lewski-Nationalstadion für drei Gruppenspiele und ein Achtel- oder Viertelfinalspiel beworben, wurde aber nicht berücksichtigt. In der direkten Qualifikation scheiterten die Bulgaren an England und Tschechien, haben aber noch die Chance sich über die Playoffs zu qualifizieren. |
| 2024 | Deutschland             | nicht qualifiziert |                               |          |               | In der Qualifikation Gruppenletzter hinter Ungarn, Serbien, Montenegro und Litauen. |

## Endrunden mit vier Teilnehmern

### EM 1960
Für die Fußball-Europameisterschaft 1960, die noch als „Europapokal der Nationen“ ausgetragen wurde, musste sich Bulgarien über das Achtelfinale gegen Jugoslawien qualifizieren. Nach einem 0:2 in Belgrad reichte das 1:1 in Sofia, bei dem Todor Diew das erste Qualifikationstor für die Bulgaren erzielte, nicht um die nächste Runde zu erreichen. Jugoslawien erreichte dann die Endrunde und verlor im ersten Endspiel gegen die UdSSR.

### EM 1964
Als vier Jahre später schon mehr Mannschaften teilnahmen, wurde dem Achtelfinale eine Vorrunde vorgeschaltet. In dieser trafen die Bulgaren auf Portugal. Nachdem beide ihre Heimspiele mit 3:1 gewonnen hatten, gab es ein Entscheidungsspiel in Rom, das die Bulgaren mit 1:0 gewannen. Im Achtelfinale war dann Frankreich der Gegner. Bulgarien legte in Sofia ein 1:0 vor, das die Franzosen aber mit einem 3:1 in Paris überboten. Frankreich scheiterte dann aber im Viertelfinale an Ungarn.

### EM 1968
Für die Fußball-Europameisterschaft 1968 wurden in der Qualifikation erstmals Gruppenspiele angesetzt. Bulgarien musste gegen Portugal und die beiden skandinavischen Nachbarn Schweden und Norwegen antreten. Bulgarien gewann als einzige Mannschaft alle Heimspiele sowie in Schweden und erreichte zudem zwei torlose Remis in Norwegen und Portugal, womit Bulgarien Gruppensieger wurde. Im nun als nächste Qualifikationsstufe stattfindenden Viertelfinale trafen sie auf Italien und mussten wieder vorlegen. Das 3:2 in Sofia war aber nicht ausreichend, da die Italiener in Rom ein 2:0 erreichten. Damit war Italien für die Endrunde der besten vier Mannschaften qualifiziert, wurde als Gastgeber bestimmt und konnte zum bisher einzigen Mal den Titel gewinnen. Damit war Italien die erste Mannschaft, die Weltmeister, Olympiasieger und Europameister wurde. Für die Bulgaren war der Viertelfinaleinzug bis 1996 das beste Ergebnis.

### EM 1972
Für die EM-Endrunde 1972 konnte sich Bulgarien nicht qualifizieren. In einer Gruppe mit Olympiasieger Ungarn, Frankreich und Norwegen wurde nur der zweite Platz hinter den Ungarn belegt. Entscheidend dafür war insbesondere die 0:2-Niederlage in Ungarn. Die Ungarn konnten sich dann über das Viertelfinale für die Endrunde qualifizieren, wo sie letztlich Vierter wurden – ihre bis heute letzte Platzierung unter den besten Vier bei einer EM oder WM.

### EM 1976
1976 wurde die Endrunde letztmals mit vier Mannschaften ausgetragen, Bulgarien belegte in der Qualifikationsgruppe 8 hinter Titelverteidiger und Weltmeister Deutschland und Griechenland vor Malta, gegen das die einzigen Siege gelangen nur Platz 3. Immerhin gelang mit dem 1:1 im Heimspiel gegen Deutschland ein Achtungserfolg. Deutschland erreichte dann erneut die Endrunde und das Finale, verlor dieses aber im Elfmeterschießen gegen die Tschechoslowakei.

## Endrunden mit acht Teilnehmern

### EM 1980
Für die Europameisterschaft in Italien, die erstmals mit acht Mannschaften ausgetragen wurde, konnte sich Bulgarien auch nicht qualifizieren. In einer Gruppe mit England, Nordirland, Irland und Dänemark belegten die Bulgaren nur Platz 4 und konnten nur die Heimspiele gegen Irland und Dänemark gewinnen. England erreichte als Gruppensieger die Endrunde, scheiterte dort aber in der Gruppenphase.

### EM 1984
Für die Europameisterschaft in Frankreich qualifizierte sich Bulgarien ebenfalls nicht. In einer Gruppe mit Jugoslawien, Wales und Norwegen reichte es nur zum dritten Platz, da das letzte entscheidende Spiel in Jugoslawien mit 2:3 verloren wurde. Jugoslawien erreichte damit als Gruppensieger die Endrunde, scheiterte dort aber in der Gruppenphase ohne einen Punkt zu gewinnen.

### EM 1988
Für die Europameisterschaft in Deutschland sollte sich Bulgarien gegen Irland, Bulgarien, Schottland und Luxemburg qualifizieren. In einer sehr ausgeglichenen Gruppe, in der nur Luxemburg kein Spiel gewann, wurde Bulgarien durch ein 0:1 im letzten Heimspiel gegen Schottland nur Zweiter und verpasste die EM. Aber auch den Schotten nützte der Sieg nichts mehr und so erreichte Irland zum ersten Mal die EM-Endrunde.

### EM 1992
In der Qualifikation für die EM 1992 musste Bulgarien gegen Schottland, die Schweiz, Rumänien und San Marino antreten, das erstmals teilnahm. Nach einem 0:2 in der Schweiz wurde zwar in Rumänien mit 3:0 gewonnen, danach gelangen aber nur noch Siege gegen San Marino, das auch gegen alle anderen Mannschaften verlor, so dass die Bulgaren in dieser ausgeglichenen Gruppe letztlich nur Vierter wurden. Gruppensieger wurden die Schotten, die sich damit erstmals für die Endrunde qualifizieren konnten, dort aber in der Gruppenphase ausschieden.

## Endrunden mit 16 Teilnehmern

### EM 1996

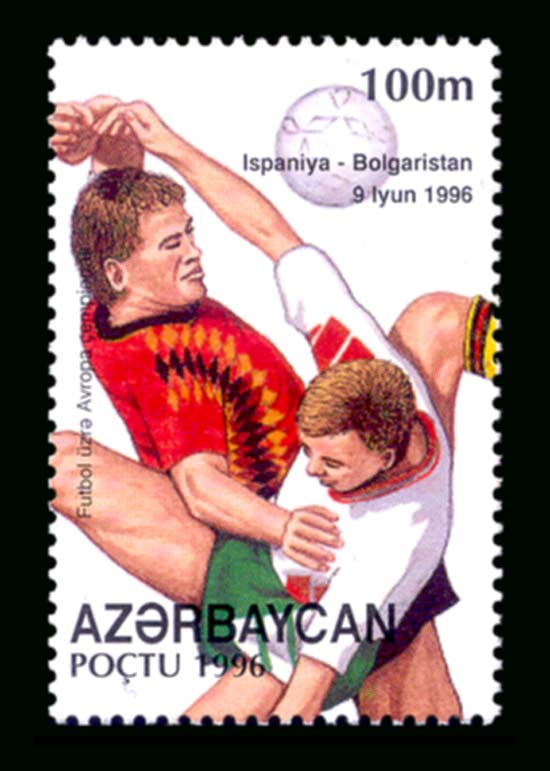
Briefmarke aus Aserbaidschan zum Spiel zwischen Spanien und Bulgarien

Nachdem die Bulgaren unter Nationaltrainer Dimitar Penew bei der Fußball-Weltmeisterschaft 1994 erstmals ein WM-Spiel gewannen, damit erstmals die Gruppenphase überstanden und sogar bis ins Spiel um Platz 3 vordrangen, konnten sie sich unter ihm auch erstmals für eine EM-Endrunde qualifizieren. Dabei trafen die Bulgaren in der Qualifikation auf Deutschland, das sie im WM-Viertelfinale überraschend ausgeschaltet hatten, Wales und Albanien sowie Georgien und Moldau, die erstmals teilnahmen. Bulgarien konnte dann auch die erste WM-Revanche in Sofia gegen Deutschland mit 3:2 gewinnen, verlor aber das Rückspiel in Hamburg mit 1:3, so dass Deutschland Gruppensieger und Bulgarien Zweiter wurde. Als zweitbester Gruppenzweiter waren die Bulgaren aber ebenfalls für die EM-Endrunde qualifiziert, die erstmals mit 16 Mannschaften ausgetragen wurde.
In England wurden die Bulgaren in eine Gruppe mit Frankreich, Spanien und Rumänien gelost. Im ersten EM-Spiel ihrer Geschichte gelang ihnen ein 1:1 gegen Spanien, wobei WM-Torschützenkönig Christo Stoitschkow mit einem verwandelten Strafstoß das erste EM-Tor für die Bulgaren gelang. Stoitschkow sorgte auch mit dem 1:0 bereits in der dritten Minute des nächsten Spiels gegen Rumänien für den bis heute einzigen EM-Sieg der Bulgaren und erzielte auch beim 1:3 gegen Frankreich im letzten Gruppenspiel den einzigen Treffer für die Bulgaren, die damit als Gruppendritter ausschieden. Mit seinen drei Toren gehörte Stoitschkow aber zu den vier zweitbesten Torschützen des Turniers. Qualifikationsgegner Deutschland konnte dagegen zum dritten Mal den Titel gewinnen. Nach dem Aus in der Vorrunde übergab Dimitar Penew das Amt de Nationaltrainers seinem Assistenten Christo Bonew, dem es gelang, die Bulgaren zur WM 1998 zu führen, wo die Bulgaren die Vorrunde aber nicht überstanden.

### EM 2000
Für die EM 2000 konnten sich die Bulgaren dann wieder nicht qualifizieren. In die Qualifikation gingen sie unter Dimitar Dimitrow, der nach dem Vorrundenaus bei der WM 1998 das Amt des Nationaltrainers übernommen hatte. In einer Gruppe mit Schweden, England, Polen und Luxemburg gelangen ihnen nur zwei Siege gegen Luxemburg, das auch alle anderen Spiele verlor. Damit wurden die Bulgaren nur Vierter. Christo Stoitschkow beendete mit dem drittletzten Gruppenspiel, einem 1:1 gegen England, durch das die Bulgaren keine Chance mehr hatten sich zu qualifizieren, seine Nationalmannschaftskarriere. Schweden und England qualifizierten sich für die EM, scheiterten aber in der Gruppenphase. Mit dem Scheitern in der Qualifikation endete die Amtszeit von Dimitar Dimitrow, sein Nachfolger wurde Stojtscho Mladenow, dem es aber nicht gelang, die Bulgaren zur WM 2002 zu führen, und daher bei der nächsten EM-Qualifikation schon nicht mehr im Amt war.

### EM 2004
In der Qualifikation für die EM 2004 traf Bulgaren auf Belgien, Kroatien, Estland und Andorra. Bulgarien verlor nur das letzte Spiel in Kroatien als die Qualifikation schon gesichert war, wodurch aber Kroatien die Playoffs der Gruppenzweiten erreichte und sich darüber ebenfalls qualifizieren konnte.
In Portugal wurden die Bulgaren in eine Gruppe mit Schweden, Dänemark und Italien gelost. Im ersten Spiel gegen Schweden hielten sie eine halbe Stunde lang das 0:0, mussten dann aber noch fünf Tore hinnehmen und kassierten ihre höchste Niederlage in einem EM-Spiel. Das zweite Spiel gegen Dänemark verloren sie mit 0:2 und zudem Kapitän Stilian Petrow durch eine Gelb-rote Karte. Damit hatten die Bulgaren keine Chance mehr, sich für das Viertelfinale zu qualifizieren. Im letzten Gruppenspiel gelang dann zwar Martin Petrow durch einen Foulelfmeter gegen Italien in der 45. Minute das einzige Tor der Bulgaren bei dieser EM, aber Italien drehte das Spiel in der zweiten Halbzeit und gewann mit 2:1. Bulgarien schied damit als Gruppenletzter sowie einzige Mannschaft bei dieser EM ohne Punkt aus und verabschiedete sich für mindestens 12 Jahre von der EM-Bühne. Nationaltrainer Plamen Markow trat nach dem EM-Aus zurück, sein Nachfolger wurde Christo Stoitschkow, der aber wenig Erfolg hatte.

### EM 2008
In der Qualifikationsgruppe G für die EM 2008 traf Bulgarien auf Rumänien, die Niederlande, Belarus, Albanien, Slowenien und mal wieder Luxemburg. Die beiden erstplatzierten Mannschaften waren für die Endrunde in der Schweiz und Österreich qualifiziert. Rumänien konnte sich als Gruppensieger für die EM-Endrunde qualifizieren, die Niederlande erreichten als Gruppenzweiter die EM. Die Bulgaren, die die Qualifikation unter Christo Stoitschkow begannen, wurden nur Dritter, da sie im drittletzten Spiel in Albanien nur ein 1:1 erreicht und damit am Ende einen Punkt weniger als die Niederländer hatten. Stoitschkow war im April 2007 nach fünf Qualifikationsspielen zurückgetreten, Stanimir Stoilow folgte ihm als Interimstrainer für zwei Spiele gegen Belarus, die beide gewonnen wurden. Danach übernahm Dimitar Penew das Amt des Nationaltrainers, der aber nach der knapp verpassten Qualifikation durch Plamen Markow abgelöst wurde, der aber nach der verpassten Qualifikation für die WM 2010 auch wieder entlassen wurde.

### EM 2012

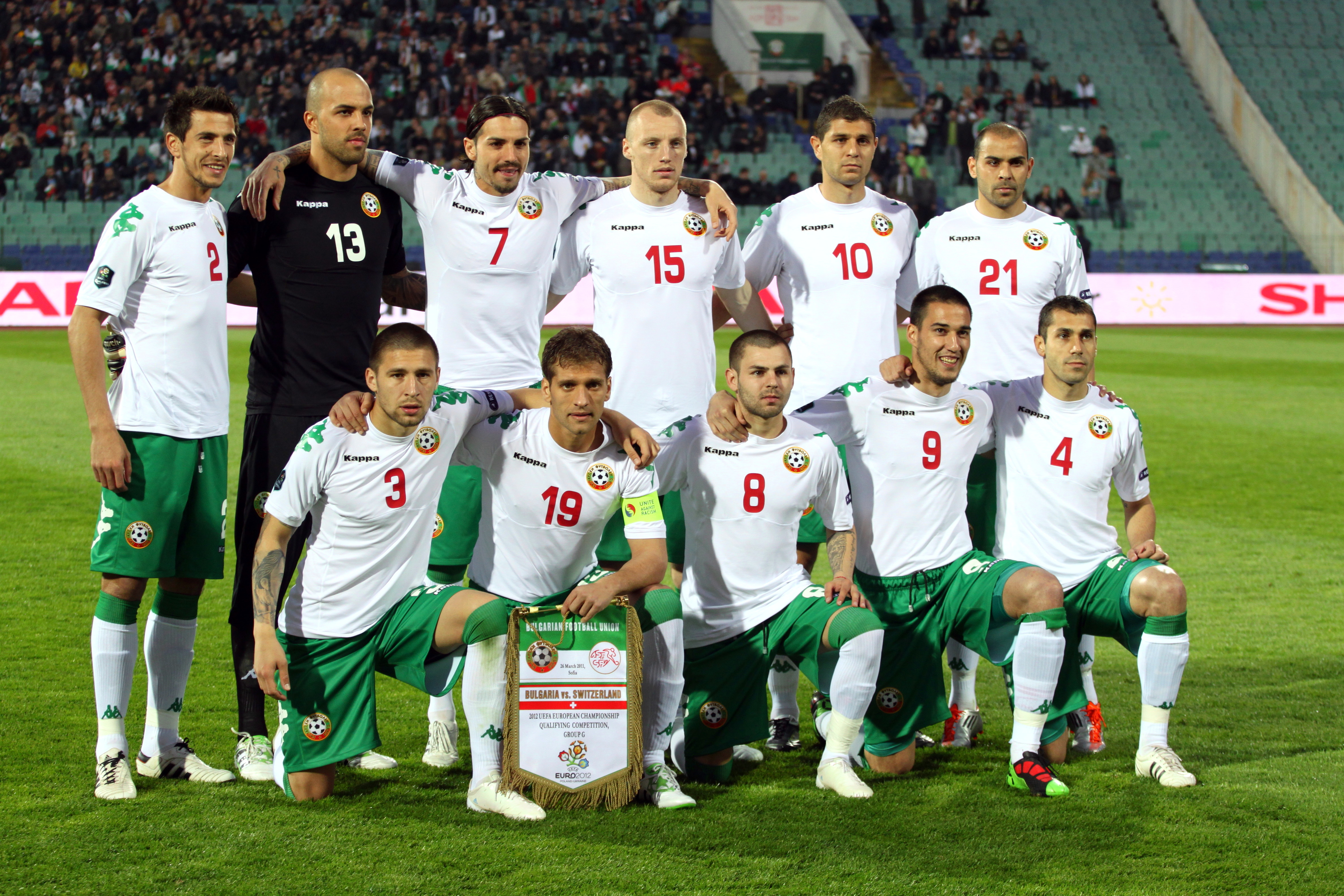
Die bulgarische Mannschaft vor dem EM-Qualifikationsspiel gegen die Schweiz am 26. März 2011

Noch schlechter verlief die Qualifikation für die EM 2012. In einer Grupe mit England, Montenegro, der Schweiz und Wales belegten die Bulgaren nur den letzten Platz und konnten dabei nur das Spiel in Wales gewinnen. In die Qualifikation waren sie mit zwei Niederlagen gestartet, nach denen Nationaltrainer Stanimir Stoilow entlassen wurde. Sein Nachfolger wurde der deutsche Rekordnationalspieler Lothar Matthäus, der aber das Blatt nicht wenden konnte und, nachdem sich Bulgarien nicht qualifizieren konnte, auch wieder entlassen wurde. Nachfolger wurde Michail Madanski. Gruppensieger England fuhr zur EM, Montenegro scheiterte in den Playoffs der Gruppenzweiten an Tschechien.

## Endrunden mit 24 Teilnehmern

### EM 2016
An der EM nahmen erstmals 24 Mannschaften teil. Für die Auslosung der Qualifikationsgruppen, die am 23. Februar 2014 erfolgte, war Bulgarien nur in Topf 4 gesetzt. Bulgarien wurde in Gruppe H gelost. Aus den anderen Töpfen wurden zugelost: Italien, Kroatien, Norwegen, Aserbaidschan und Malta.
Die beiden Gruppenersten qualifizierten sich direkt für die EM-Endrunde. Wäre die drittplatzierte Mannschaft bester Gruppendritter geworden, wäre sie ebenfalls direkt qualifiziert gewesen. Die übrigen Gruppendritten spielten in Playoffs vier weitere Teilnehmer aus.
Bulgarien begann die Qualifikation mit einem 2:1 in Aserbaidschan, verlor danach aber zwei Spiele und erreichte gegen Malta nur ein 1:1, worauf Nationaltrainer Ljuboslaw Penew beurlaubt wurde. Unter seinem Nachfolger Iwajlo Petew wurde ein 2:2 gegen Italien erreicht, so dass die Bulgaren nach der Hälfte der Spiele auf Platz 4 lagen. Zwar wurde noch vor der Sommerpause mit 1:0 gegen Malta gewonnen, zwei Niederlagen nach der Sommerpause bedeuteten aber, dass sich Bulgarien nicht mehr qualifizieren konnte.

### EM 2021
Für die erste paneuropäische EM-Endrunde hatte sich auch Bulgarien mit dem Wassil-Lewski-Nationalstadion um die Austragung von Spielen beworben, wurde aber nicht berücksichtigt. In der Qualifikation, an der auch die Ausrichter von Endrundenspielen teilnehmen mussten, hatten es die Bulgaren mit England, Tschechien, dem Kosovo und Montenegro zu tun. Die Bulagrenbegannen mit zwei 1:1-Remis, zunächst daheim gegen Montenegro und dann im Kosovo, wonach die Amtszeit von Petar Chubtschew als Nationaltrainer endete. Danach folgten Niederlagen in Tschechien (1:2), daheim gegen das Kosovo (2:3) und in England (0:4) unter dem neuen Nationaltrainer Krassimir Balakow. In Montenegro konnten sie ein torlosen Unentschieden erzwingen, hatten nun aber keine Chance mehr sich direkt zu qualifizieren. Drei Tage später verloren sie daheim mit 0:6 gegen England. Überschattet wurde das Spiel von rassistischen Beleidigungen englischer Spieler durch bulgarische Zuschauer, wonach Balakow zurücktrat. Als Zweitplatzierter der Gruppe C3 der UEFA Nations League 2018/19 hatten die Bulgaren aber noch die Chance sich über die Playoffs zu qualifizieren. Dabei hatten sie im Oktober 2020 zunächst gegen Ungarn Heimrecht, verloren aber mit 1:3 und schieden damit aus.

### EM 2024
Für die zweite EM in Deutschland musste sich Bulgarien in einer Gruppe mit Ungarn, Serbien, Montenegro und Litauen und qualifizieren. Die Bulgaren konnten kein Spiel gewinnen und wurden mit vier Remis und vier Niederlagen Gruppenletzte. Da sie in der UEFA Nations League 2022/23 in Liga C4 nur Gruppenzweite hinter Georgien geworden waren, blieb ihnen auch der Weg über die Play-offs versperrt, da Georgien den Play-Off-Platz für Liga C3 einnahm und Luxemburg als bester Gruppenzweiter der Liga C, den durch die direkt qualifizierte Türkei frei gewordenen Play-Off-Startplatz erhielt.

## Spieler mit den meisten Einsätzen bei Europameisterschaften
| Spiele | Spieler             | Jahr (Spiele)      |
| ------ | ------------------- | ------------------ |
| 4      | Daniel Borimirow    | 1996 (3), 2004 (1) |
| 3      | Krassimir Balakow   | 1996 (3)           |
|        | Dimitar Berbatow    | 2004 (3)           |
|        | Marijan Christow    | 2004 (3)           |
|        | Trifon Iwanow       | 1996 (3)           |
|        | Slatko Jankow       | 1996 (3)           |
|        | Zoran Janković      | 2004 (3)           |
|        | Iwajlo Jordanow     | 1996 (3)           |
|        | Jordan Letschkow    | 1996 (3)           |
|        | Sdrawko Lasarow     | 2004 (3)           |
|        | Borislaw Michajlow  | 1996 (3)           |
|        | Ljuboslaw Penew     | 1996 (3)           |
|        | Martin Petrow       | 2004 (3)           |
|        | Sdrawko Sdrawkow    | 1996 (0), 2004 (3) |
|        | Christo Stoitschkow | 1996 (3)           |
|        | Zanko Zwetanow      | 1996 (3)           |

Stand: 28. Juni 2012

## Spieler mit den meisten Toren bei Europameisterschaften
| Tore | Spieler             | Jahr (Tore) |
| ---- | ------------------- | ----------- |
| 3    | Christo Stoitschkow | 1996 (3)    |
| 1    | Martin Petrow       | 2004 (1)    |

Stand: 28. Juni 2012

## Bei Europameisterschaften gesperrte Spieler
- 1996 erhielt Petar Chubtschew im ersten Gruppenspiel die Rote Karte und war für das zweite Gruppenspiel gesperrt. In diesem erhielt Radostin Kischischew die zweite Gelbe Karte und war für das letzte Gruppenspiel gesperrt.
- 2004 erhielt Kapitän Stilian Petrow im zweiten Gruppenspiel die Gelb-rote Karte und war für das letzte Gruppenspiel ebenso gesperrt wie Rossen Kirilow, der die zweite Gelbe Karte erhalten hatte. Martin Petrow und Ilijan Stojanow erhielten im letzten Gruppenspiel ebenfalls die zweite Gelbe Karte; da Bulgarien ausschied, hatte dies aber keinen weiteren Effekt.

## Anteil der im Ausland spielenden Spieler im EM-Kader
Legionäre stellten immer die Mehrheit im Kader.
| Jahr (Spiele) | Anzahl (Länder) | Spieler (Einsätze) |
| ------------- | --- | --- |
| 1996 (3)      | 16 (7 in Deutschland, 2 in England, 1 in Griechenland, 1 in Italien, 1 in Österreich, 1 in Portugal, 1 in Schottland, 1 in Spanien, 1 in der Türkei) | Krassimir Balakow (3), Daniel Borimirow (3), Petar Chubtschew (2), Slatko Jankow (3), Emil Kostadinow (2), Jordan Letschkow (3), Zanko Zwetanow (3); Bontscho Gentschew (1), Borislaw Michajlow (3); Emil Kremenliew (1); Christo Stoitschkow (3); Trifon Iwanow (3); Iwajlo Jordanow (3); Ilijan Kirjakow (1); Ljuboslaw Penew (3); Goscho Gintschew (0) |
| 2004 (3)      | 12 (1 in China, 3 in Deutschland, 1 in Frankreich, 1 in Griechenland, 1 in Italien, 1 in Schottland, 2 in der Türkei, 2 in der Ukraine)              | Zoran Janković (3); Dimitar Berbatow (3), Marijan Christow (3), Martin Petrow (3); Wladimir Mantschew (1); Milen Petkow (1); Waleri Boschinow (1); Stilijan Petrow (3); Sdrawko Lasarow (3), Iwajlo Petkow (2); Predrag Paschin (2), Georgi Peew (2) |

Stand: 28. Juni 2012

## Rekorde
- Gegen folgende Länder kassierte die bulgarische Mannschaft ihre höchsten Niederlagen bei EM-Turnieren:
  -  Schweden: Vorrunde 2004 – 0:5 (zugleich die höchste Niederlage Bulgariens bei einer EM)
  -  Dänemark: Vorrunde 2004 – 0:2 (zudem zweimal 0:2 in WM-Qualifikationsspielen, ansonsten keine weiteren Niederlagen)

### Negativrekorde
- Höchste Niederlagen in Gruppenspielen: Bulgarien – Schweden (2004), Belgien – Frankreich (1984) und Jugoslawien – Dänemark (1984) – alle 0:5
- Zusammen mit Jugoslawien (1984), Dänemark (2000) und Irland (2012) hat Bulgarien bei der EM 2004 mit einer Tordifferenz mit −8 und 0 Punkten das schlechteste Ergebnis bei einer Europameisterschaft.

## Spiele
Bulgarien bestritt bisher sechs EM-Spiele, davon wurde eins gewonnen, vier verloren und eins endete remis. Kein Spiel musste verlängert werden.
Bulgarien nahm nie am Eröffnungsspiel der EM teil.
Bulgarien hatte bisher keine Heimspiele, spielte nie gegen den Gastgeber, Titelverteidiger oder späteren Europameister.
| Alle EM-Spiele |            |            |        |          |                           |                  |
| Nr.            | Datum      | Ergebnis   | Gegner | Anlass   | Austragungsort            | Bemerkungen      |
| 1.             | 09.06.1996 | Spanien    | 1:1    | Vorrunde | Leeds (ENG)               |                  |
| 2.             | 13.06.1996 | Rumänien   | 1:0    | Vorrunde | Newcastle upon Tyne (ENG) |                  |
| 3.             | 18.06.1996 | Frankreich | 1:3    | Vorrunde | Newcastle upon Tyne (ENG) | 450. Länderspiel |
| 4.             | 14.06.2004 | Schweden   | 0:5    | Vorrunde | Lissabon (PRT)            |                  |
| 5.             | 18.06.2004 | Dänemark   | 0:2    | Vorrunde | Braga (PRT)               |                  |
| 6.             | 22.06.2004 | Italien    | 1:2    | Vorrunde | Guimarães (PRT)           |                  |